# Fissicrambus quadrinotellus
Fissicrambus quadrinotellus là một loài bướm đêm trong họ Crambidae.